# Zwiefalten
Zwiefalten település Németországban, azon belül Baden-Württembergben. Lakosainak száma 2353 fő (2023. december 31.).

## Népesség
A település népessége az elmúlt években az alábbi módon változott:
| Lakosok száma | 2746 | 2175 | 2233 | 2201 | 2312 | 2323 | 2353 |
|               | 1975 | 2014 | 2017 | 2019 | 2021 | 2022 | 2023 |

## Fekvése
A B 312-es úton Stuttgartot elhagyva Biberach an der Riss és Riedlingen után következő település.

## Története

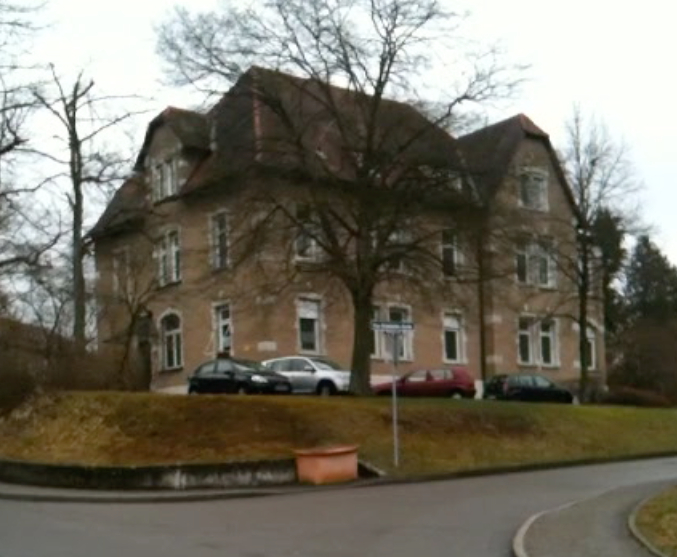
Zwiefalten

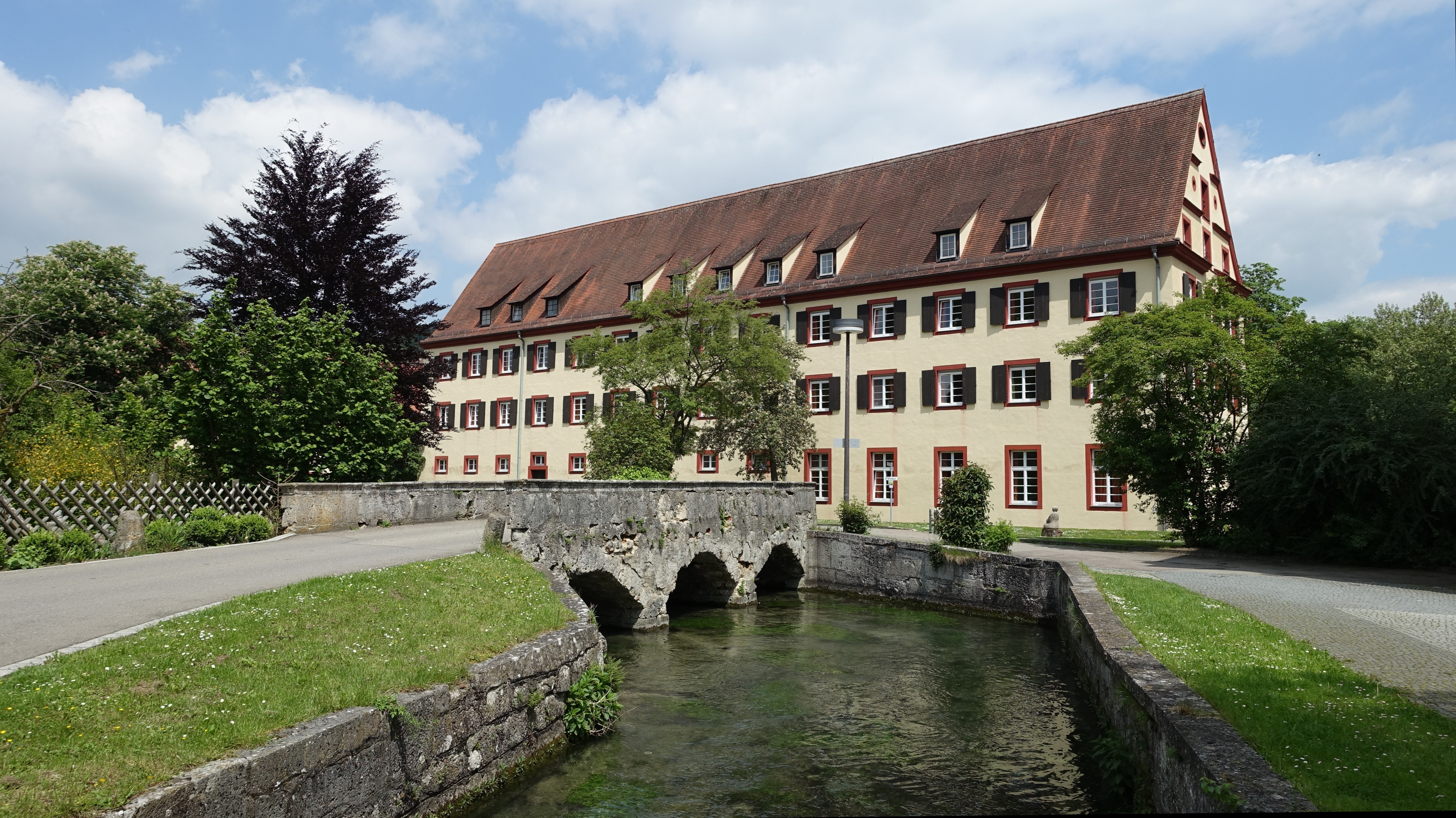

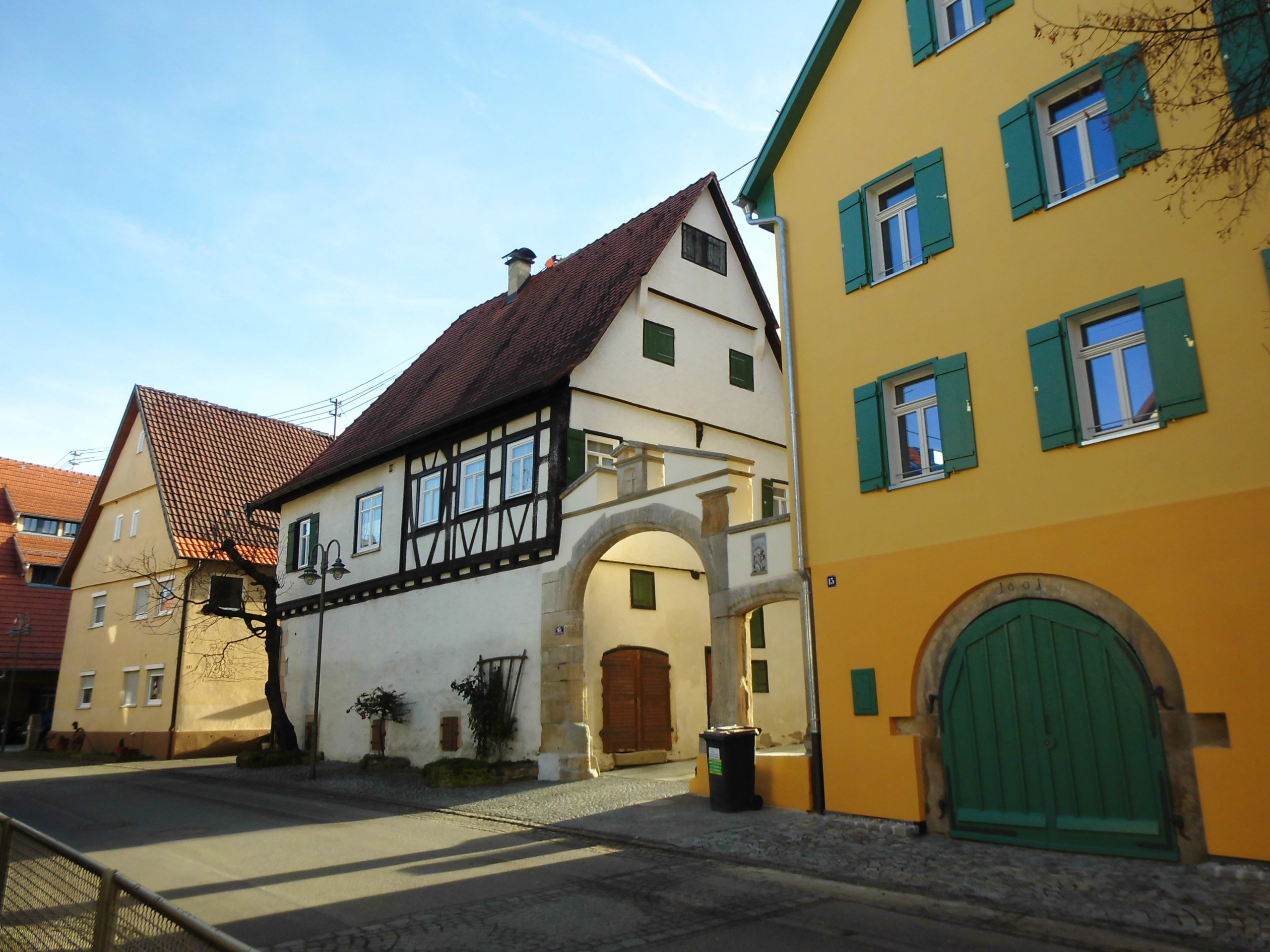

Területén egykor több ma is létező település létezett. Nevét 904-ben említették először.
1089-ben a Hirsau szerzetesek alapítottak itt bencés kolostort. A szekularizáció alatt 1803-ban a kolostort bezárták. 1812-ben királyi Württemberg szanatórium jött létre a kolostor épületében.
Barokk kolostortemplomát (Münster) 1740-1765 között az eredeti román épület alapjain Johann Michael Fischer tervei szerint emelték. A 18. század egyik legjelentősebb temploma.

## Itt születtek, itt éltek
- Gustav Albert Werner (Zwiefalten, 1809 március 12-Reutlingen, 1887 augusztus 2) – protestáns lelkész, a Gustav-Werner-Stiftung alapítója.
- Ernest Weinrauch (1730-1793) – zeneszerző és bencés atya a Zwiefalten kolostorban élt.
- Conradin Kreutzer (1780-1849) – zeneszerző, karmester ellátogatott a bencés apátságba.

## Nevezetességek
- Kolostortemploma (Münster) barokk stílusú. 1740-1765 között az eredeti román épület alapjain Johann Michael Fischer tervei szerint emelték. A kettős oszlopokkal tagolt, lendületes homlokzat mögött a templombelsőben szinte szín- és formavarázslattal találjuk szembe magunkat. A pillérek előtt álló kettős oszlopok  mintegy utcát képeznek a főoltárig. Az oszlopfők feletti fehér sáv hangsúlyozza a fölötte kezdődő színes freskók hatását. Aszimmetrikus szószéke is különleges.

A templombelső ben a plasztikus térdíszítés érdemel figyelmet. A díszítésben kiváló művészek működtek közre: a stukkókat J. Christian, a szobrokat F. J. Spiegler, a falfestményeket F. Sigrist és A. 
Meinrad készítette. A főoltáron levő Mária kélp a 15. századból származik. A kincseskamrában pedig román stílusú keresztet és bizánci relikviatáblát őriznek, mindkettő 12. századi.

## A kolostortemplom

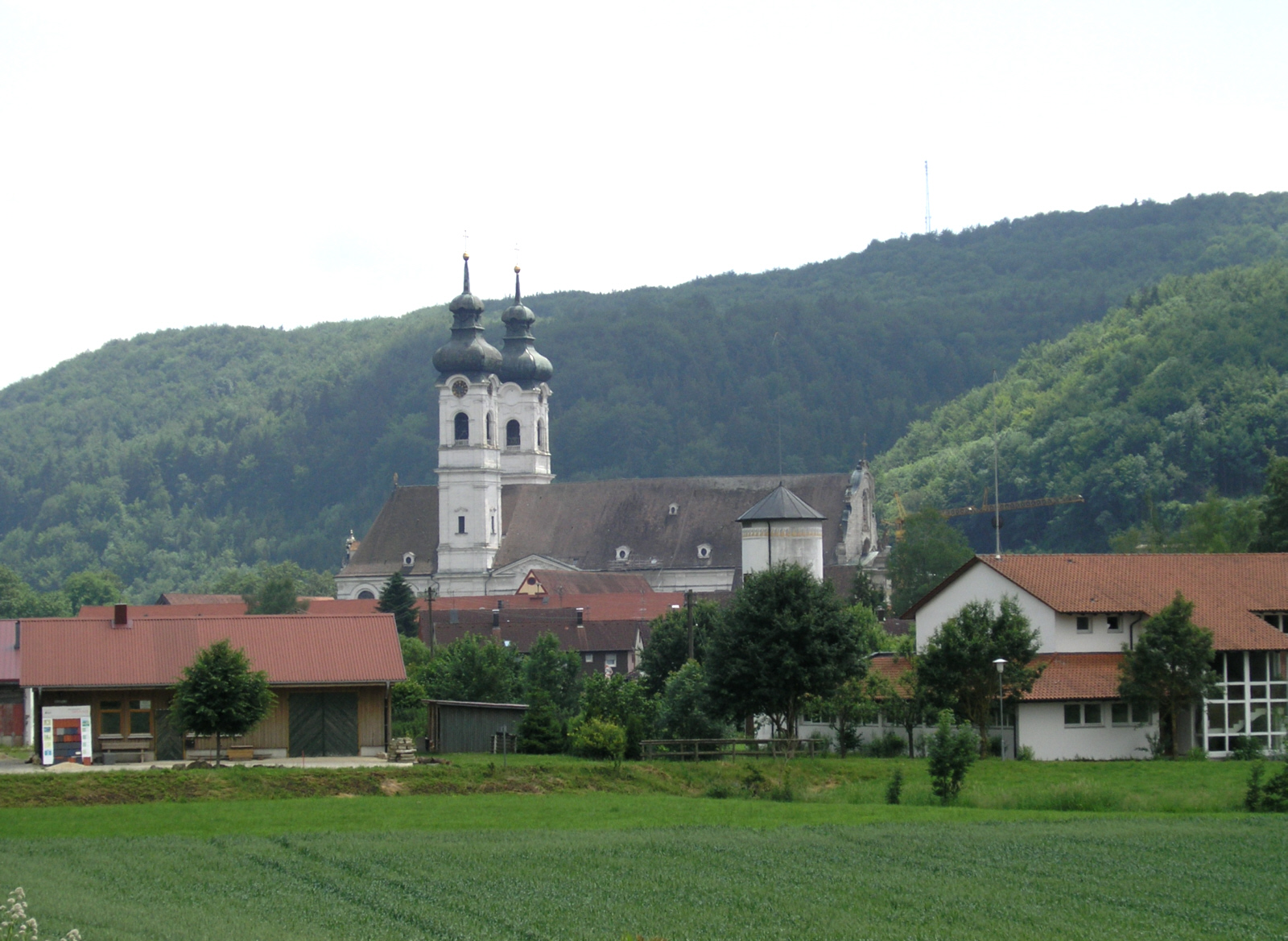
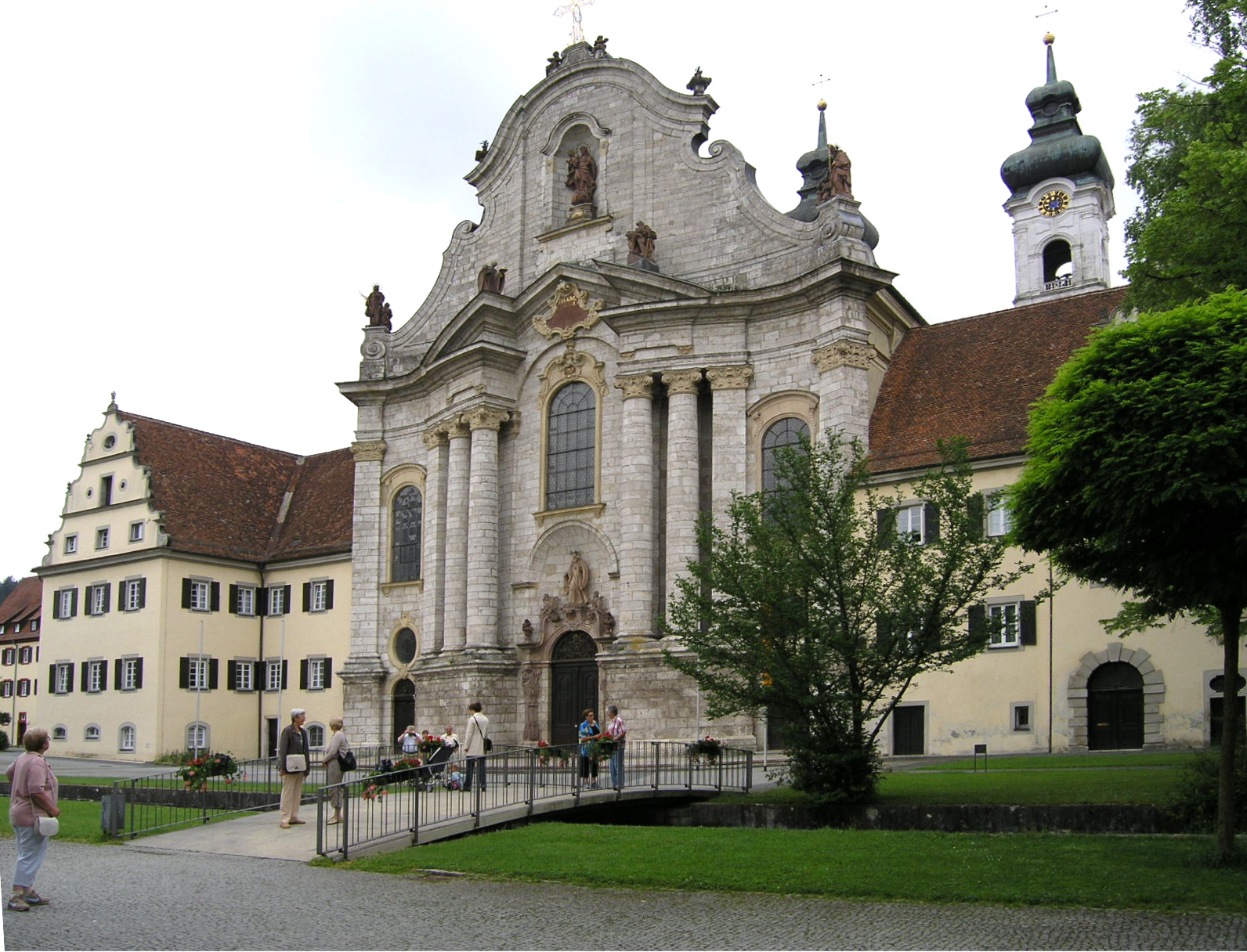
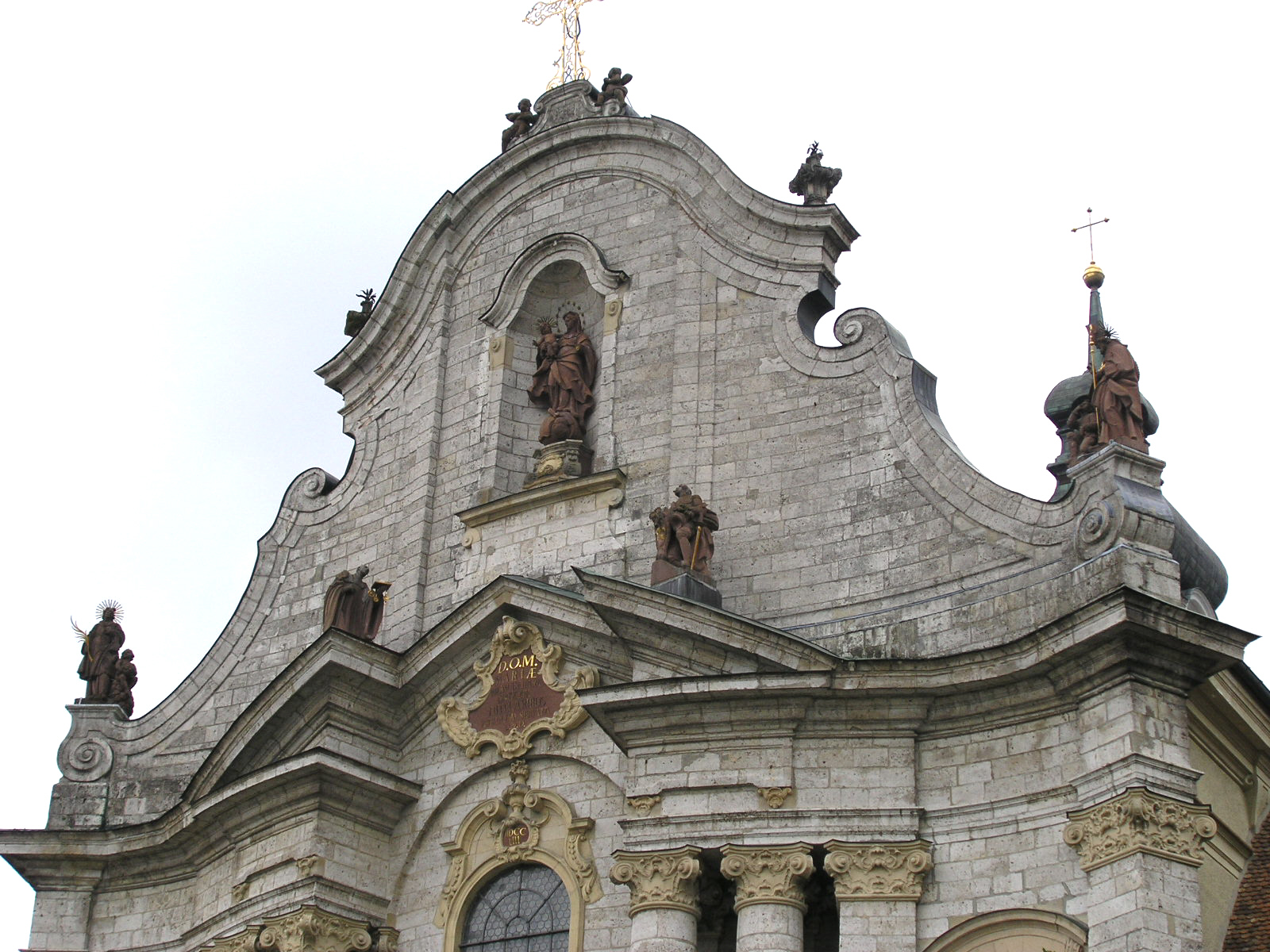
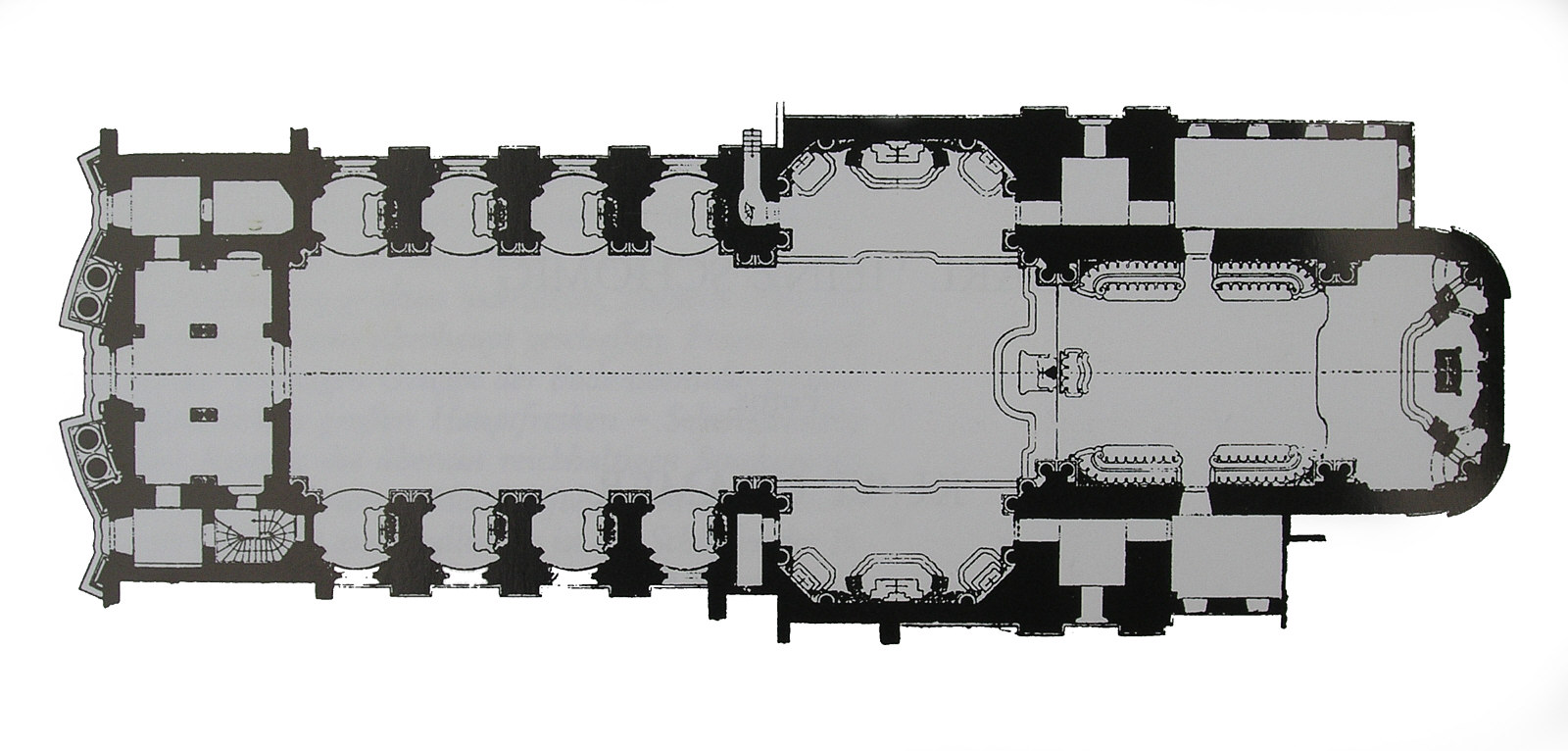
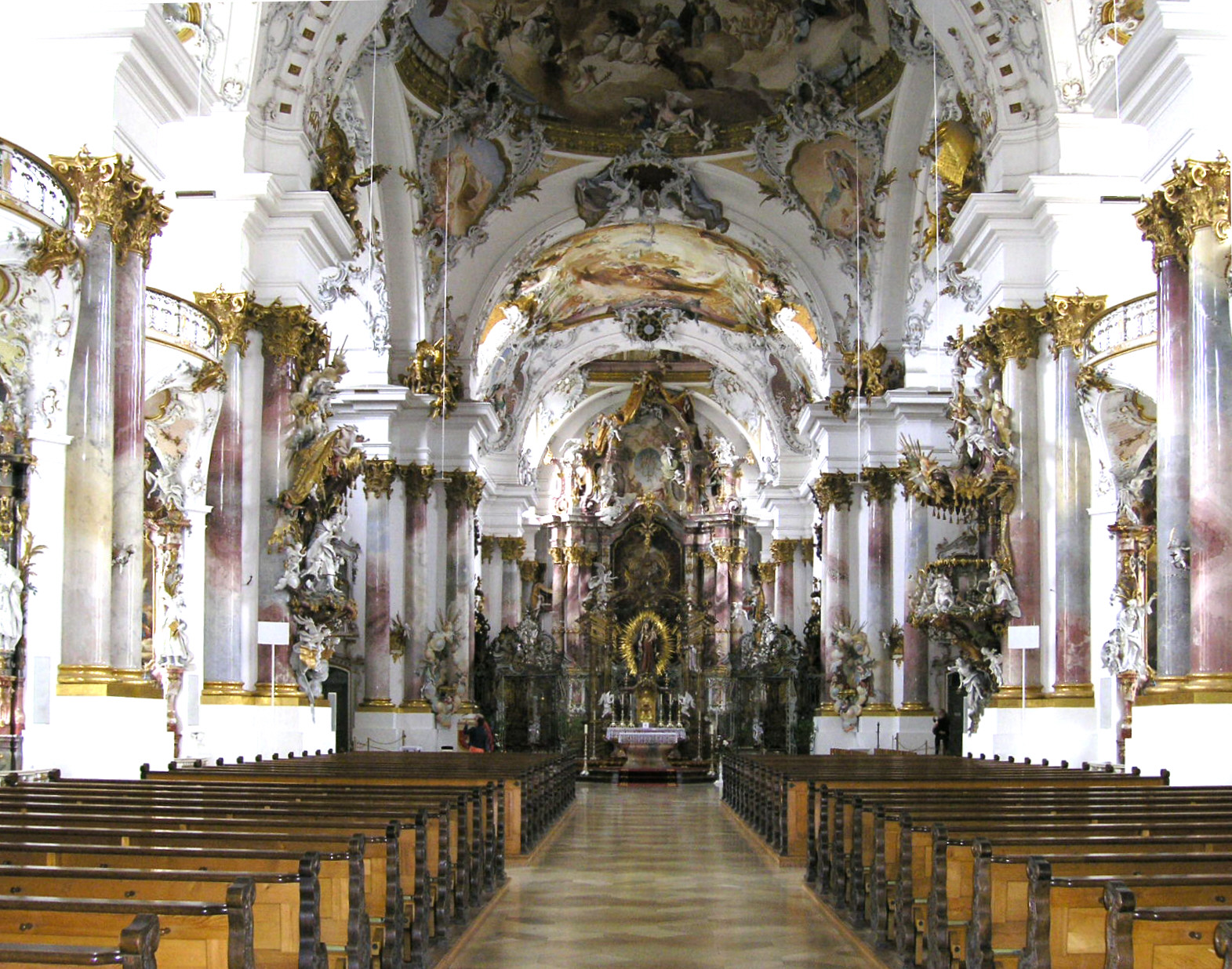
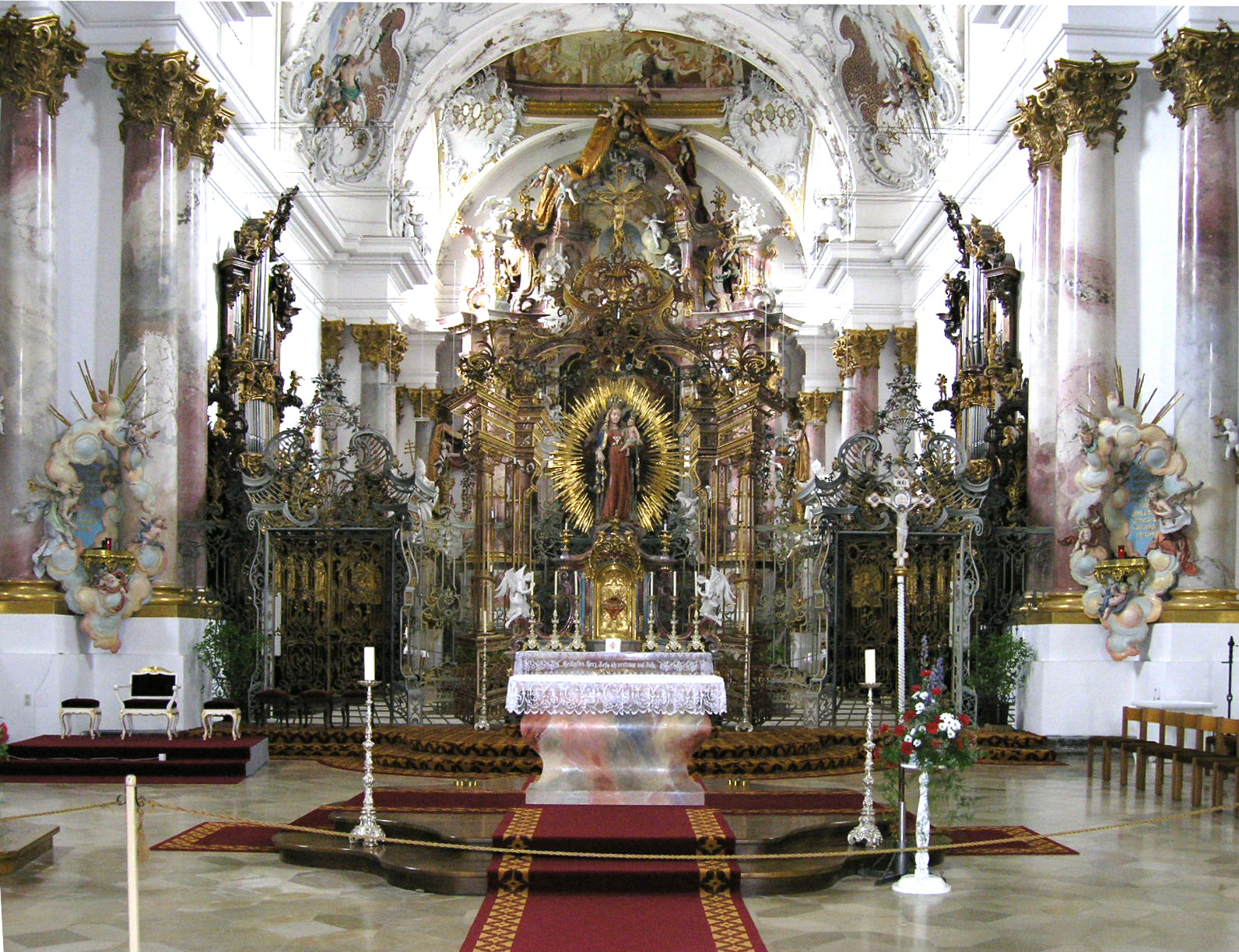
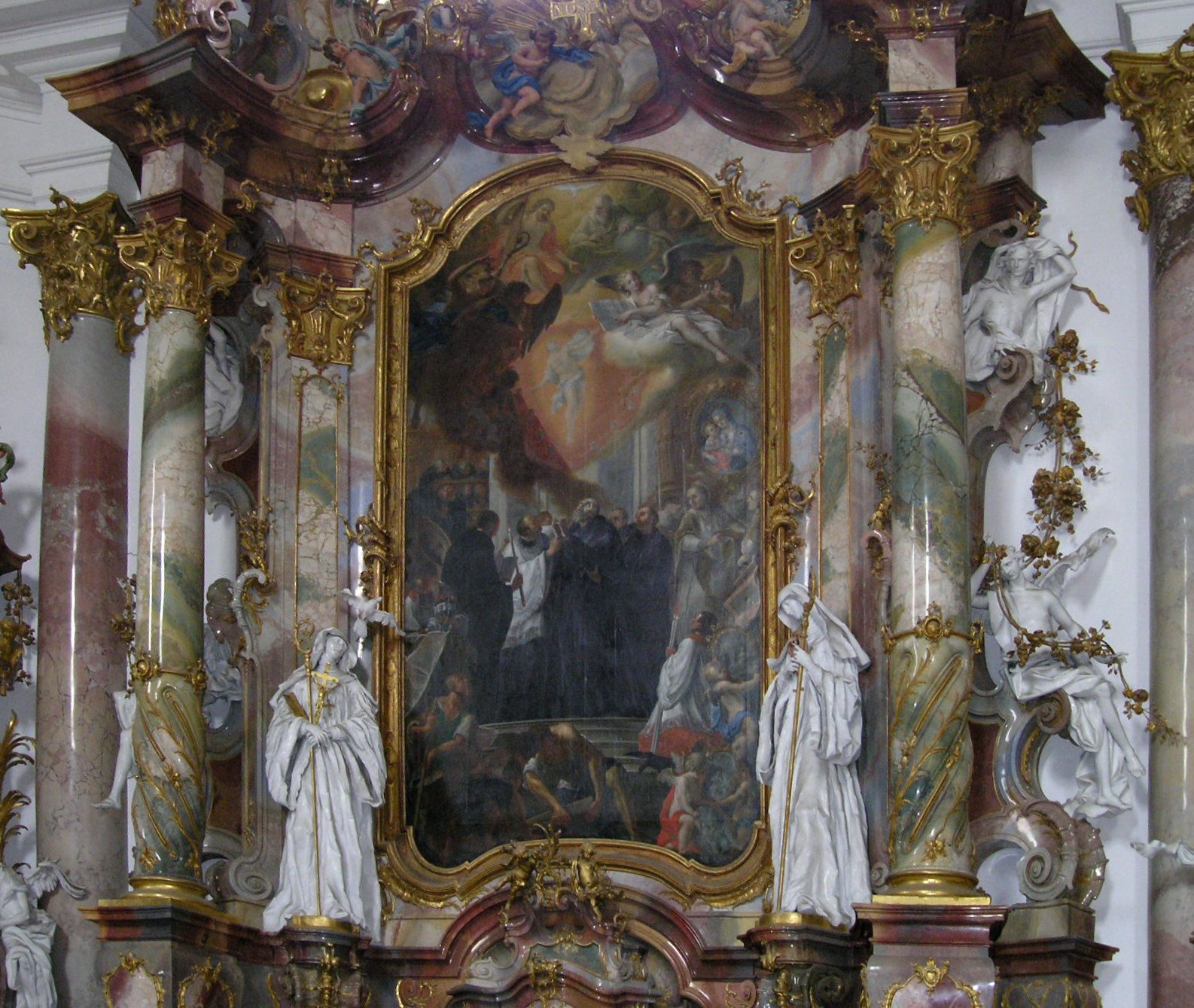
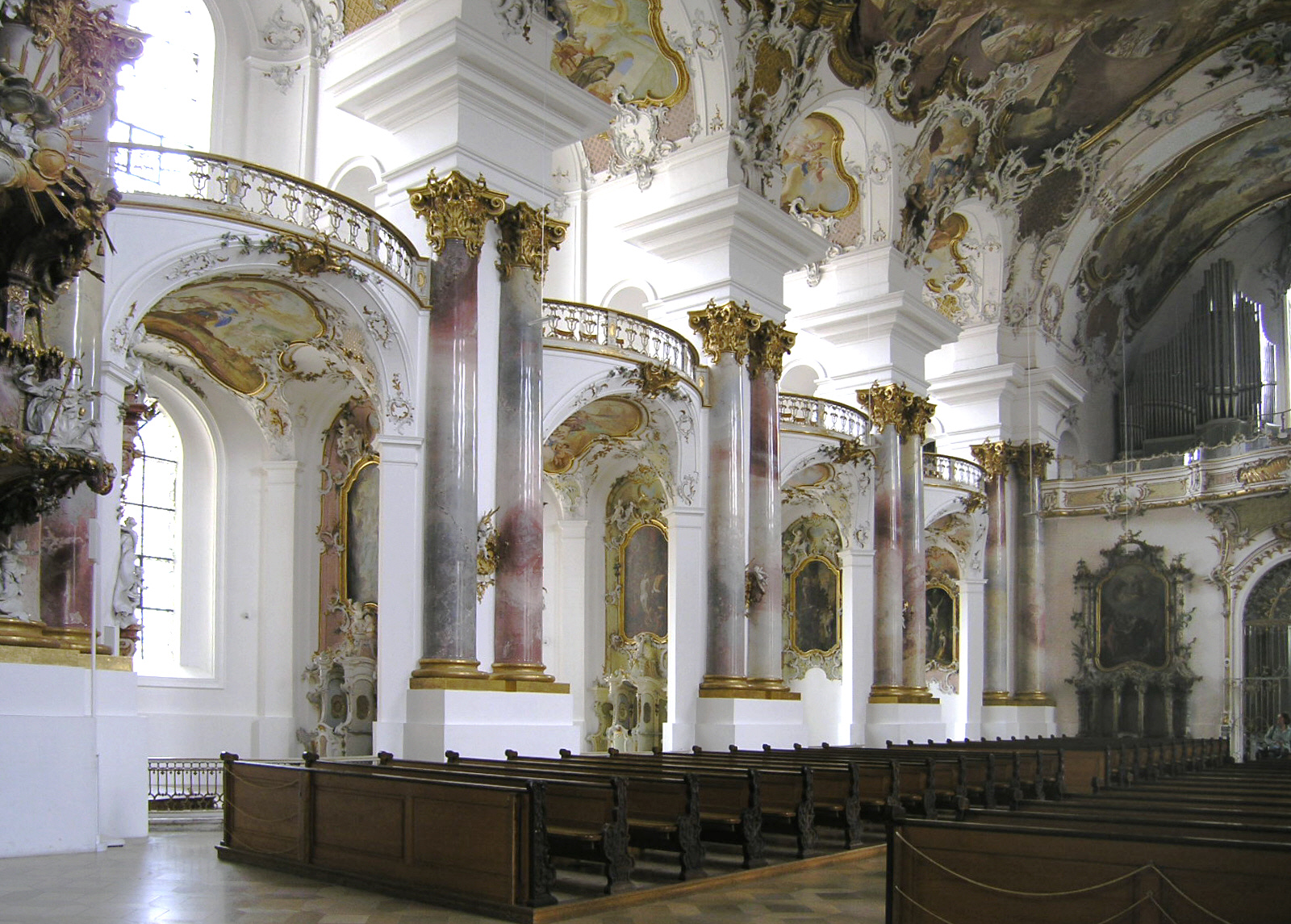
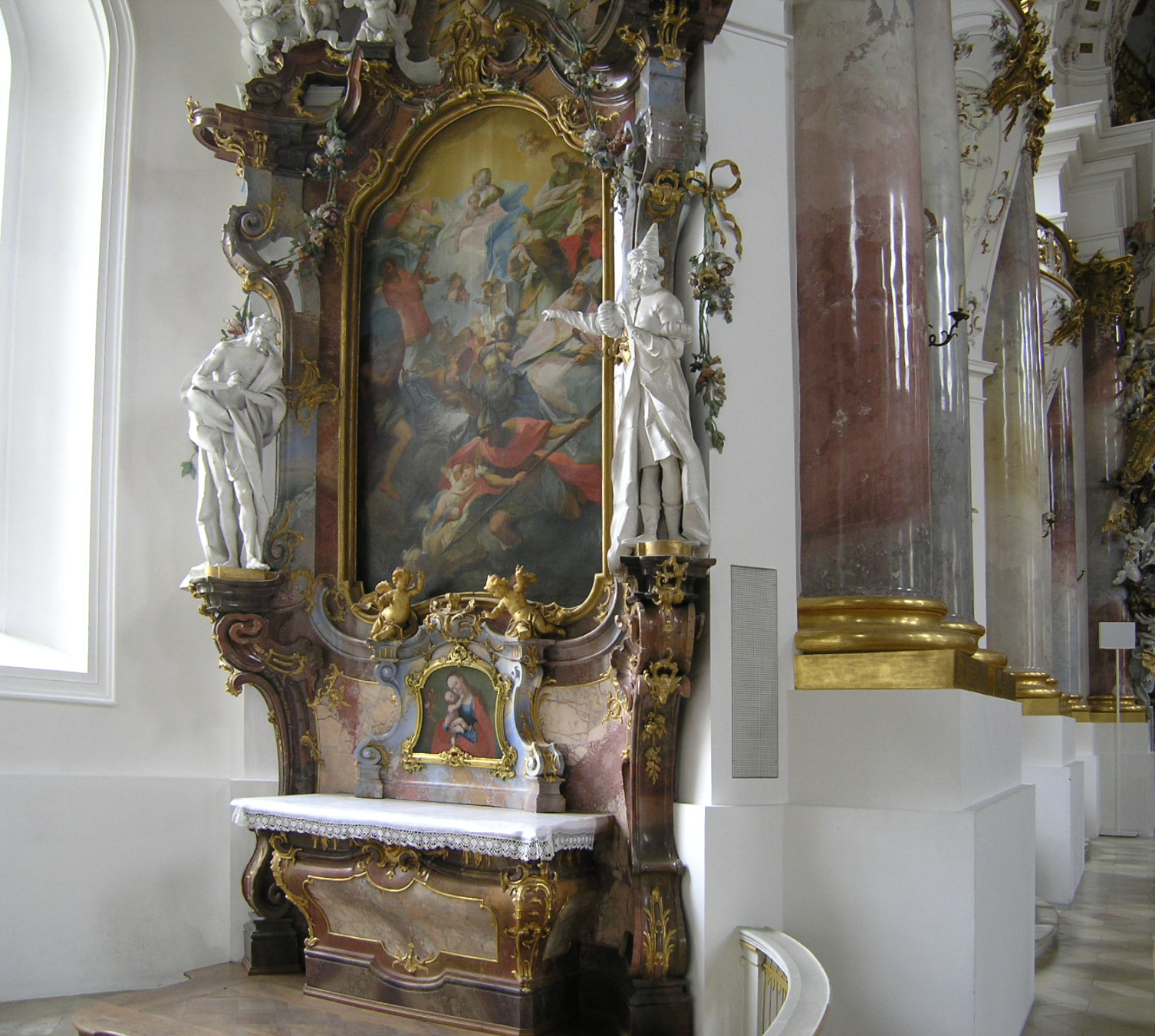
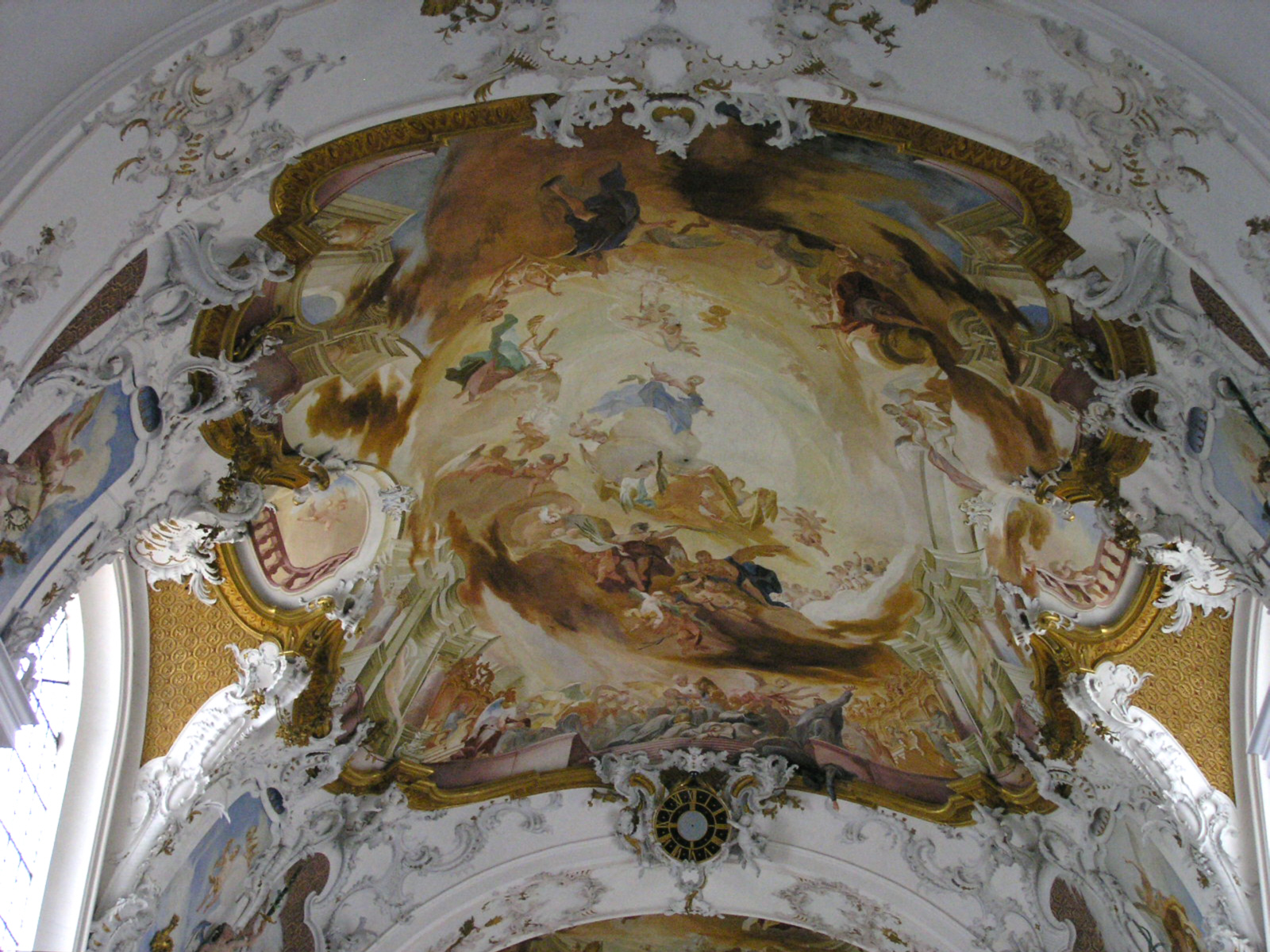
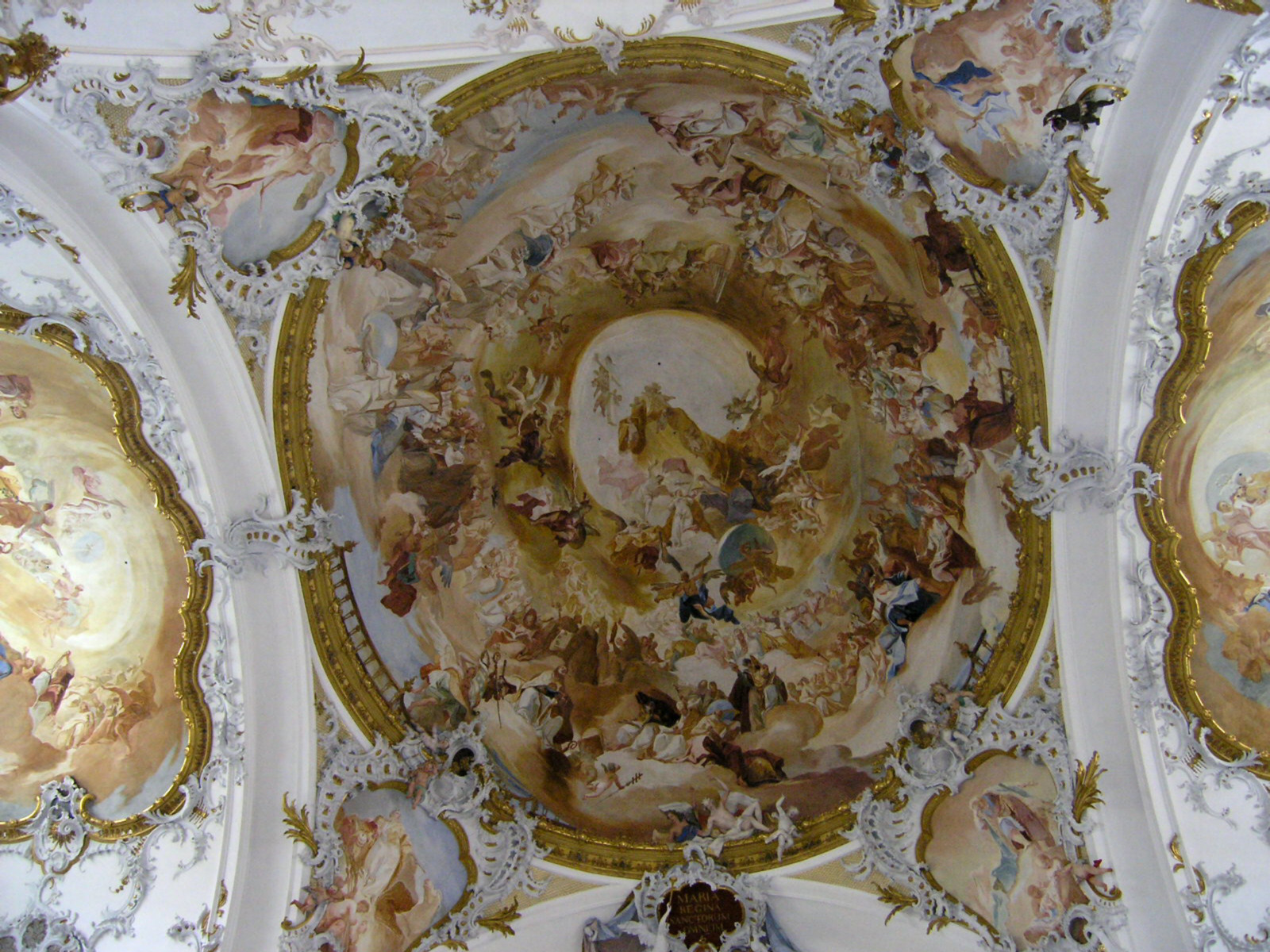
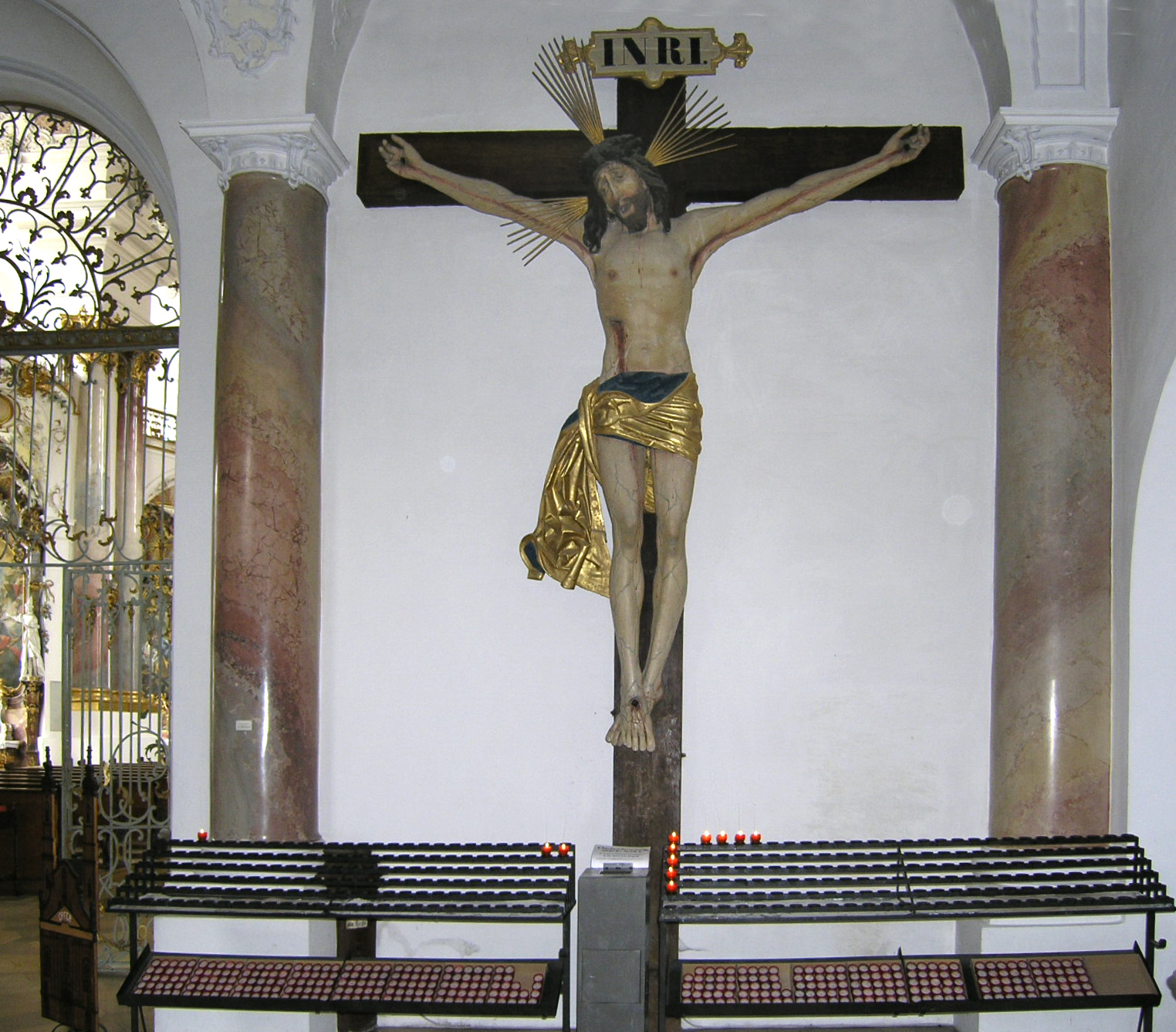
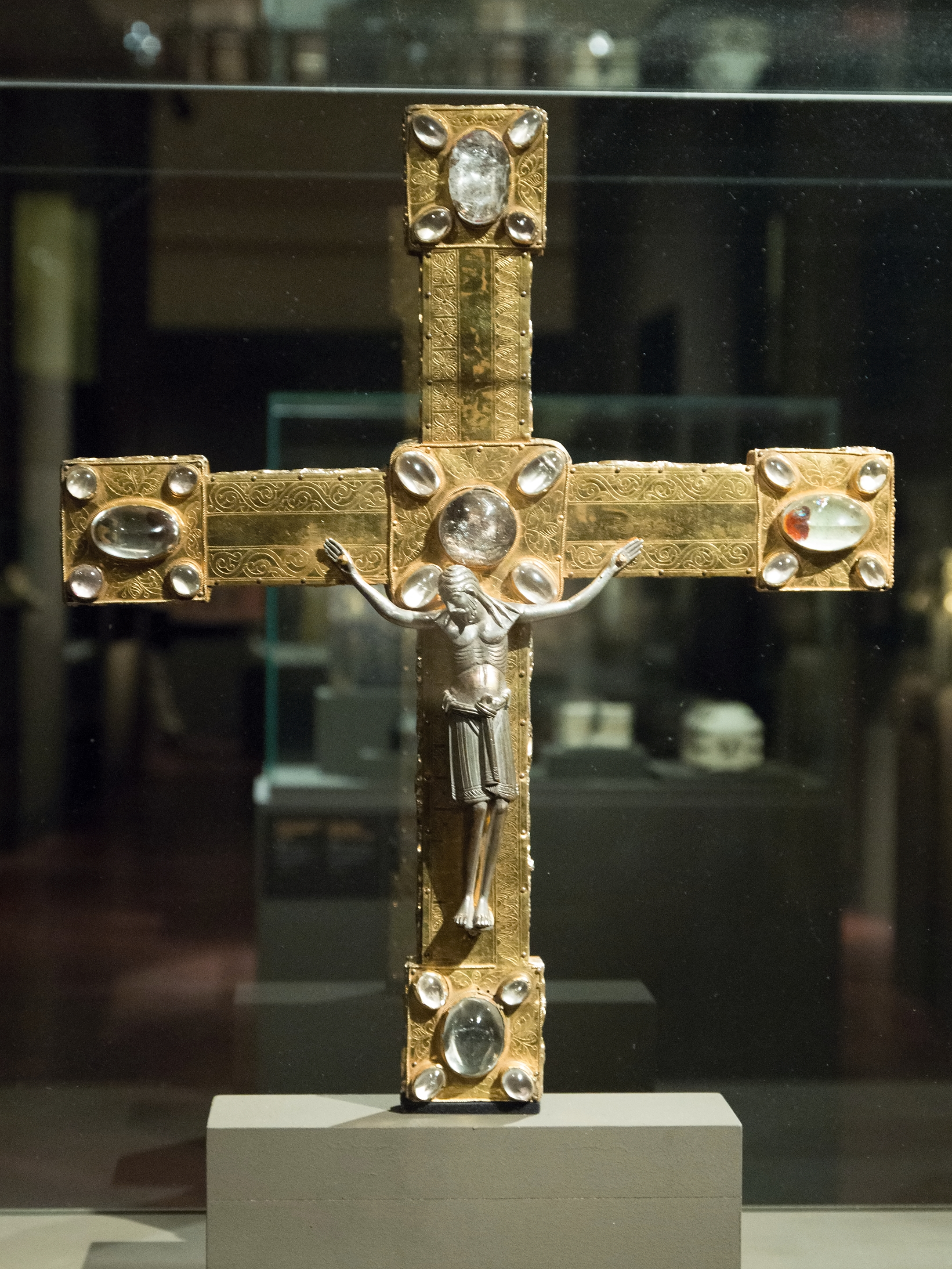
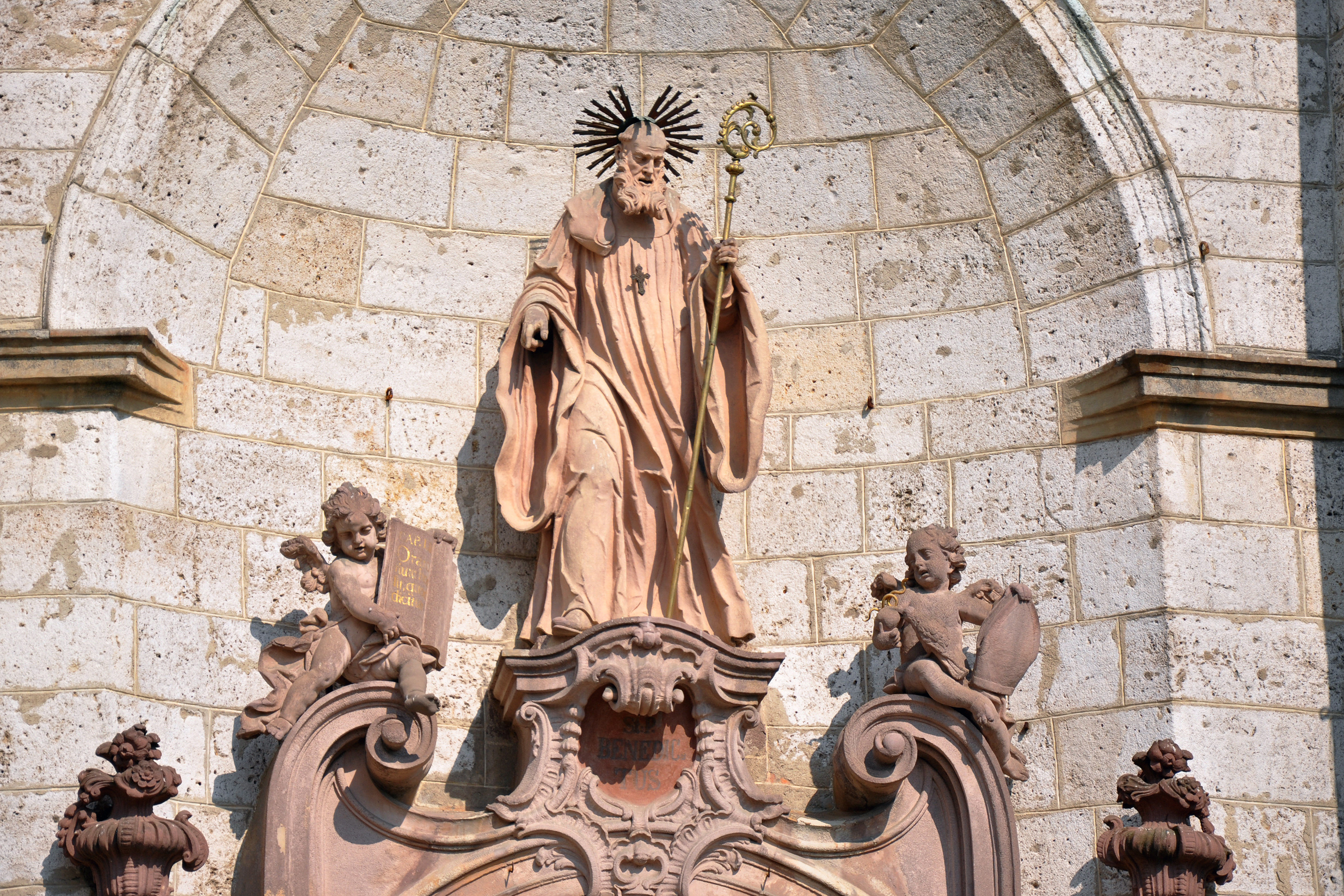
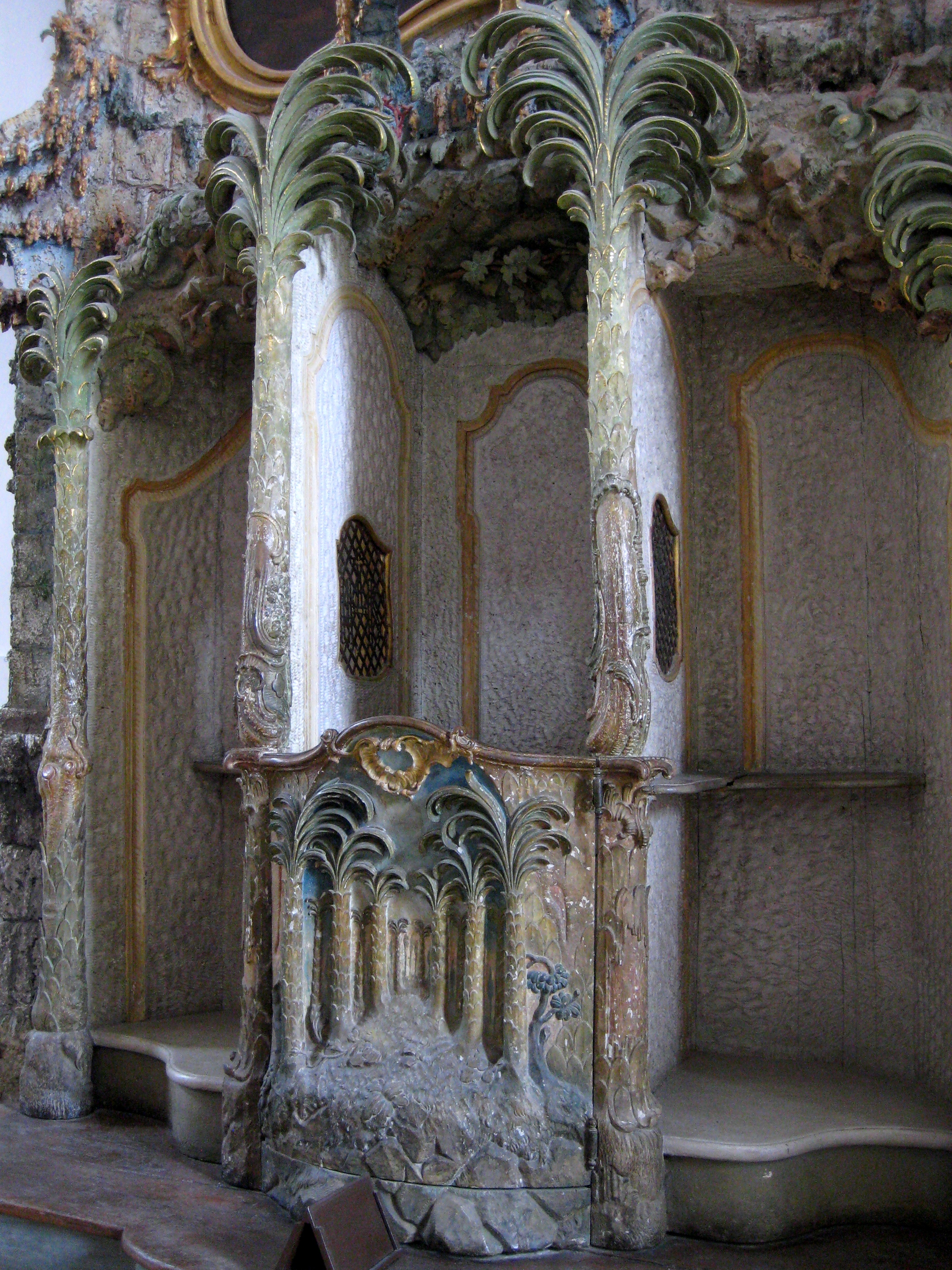
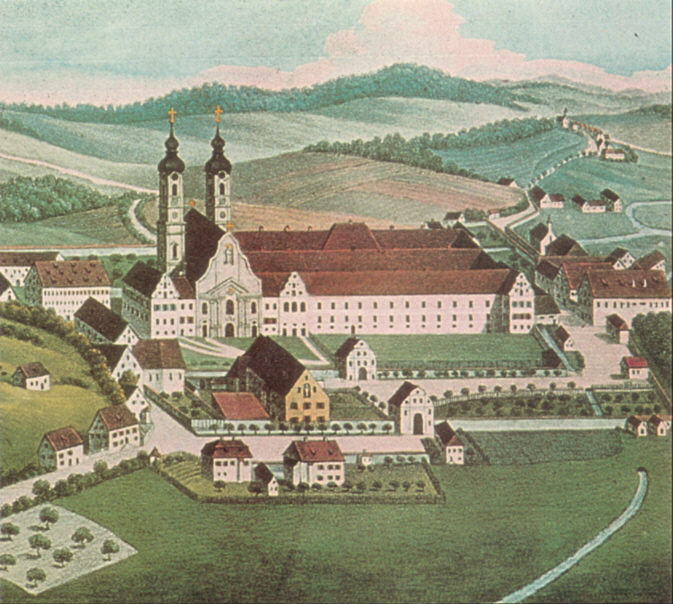